# Garfield
Garfield è un personaggio immaginario protagonista dell'omonimo franchise di strisce a fumetti creato da Jim Davis nel 1978. Detiene dal 2001 il primato come striscia a fumetti più pubblicata al mondo arrivando a essere pubblicato su oltre 2.500 testate nel mondo. Garfield è stato ospitato o citato in molte altre strisce a fumetti, tra cui Peanuts, Grimmy, Dilbert e altre ed è molto popolare in tutto il mondo oltre che per i fumetti per la linea di articoli per la scuola a lui dedicati. Il successo del personaggio aumentò a seguito della pubblicazione della prima raccolta in volumi della strisce che raggiunse la vetta della classifica dei bestseller stazionandovi per 100 settimane. Da allora il successo è andato ad aumentare. Garfield è apparso in trasmissioni televisive e ha ricevuto premi Emmy divenendo uno dei personaggi dei fumetti più famosi.

## Trama
Garfield è un gatto soriano arancione, pigro, ghiotto (soprattutto di lasagne) e indisponente, che vive insieme al suo padrone Jon Arbuckle e al cane Odie, nettamente meno scaltro e più ingenuo. Garfield ha una fidanzata di nome Arlene, una gatta dal pelo rosa, il collo lungo e grandi labbra rosse. Garfield viene spesso infastidito da Nermal, un gatto soriano grigio di cui Garfield è geloso, a tal punto che tenta ripetutamente di spedirlo ad Abu Dhabi. Garfield ha una veterinaria di nome Liz Wilson, di cui il suo padrone Jon è innamorato. Il migliore amico di Garfield è il suo orsacchiotto di nome Pooky. Garfield si diverte a tormentare il postino Herman Post facendogli degli scherzi, così da rendergli ardua la consegna della posta, perché non pensa che i cani debbano essere i soli a divertirsi. Garfield ritiene la sua preferita la pizza dello chef italiano Vito Cappelletti, il quale fa la sua prima apparizione in The Garfield Show. Ad eccezione della serie televisiva Garfield e i suoi amici, nella casa di Jon è presente anche il topo Squeak, al quale Garfield ha dato il nome e che tiene nascosto insieme agli altri topi alla vista di Jon, il quale non ne vuole in casa.

## Storia editoriale
Negli anni settanta il futuro creatore della striscia, Jim Davis, era uno sconosciuto fumettista che pubblicava una striscia a fumetti con protagonisti degli insetti, dal titolo Gnorm Gnat, su un settimanale dell'Indiana: The Pendleton Times. Cercando di aumentarne la diffusione, la propose a vari redattori, ma inutilmente perché ritenevano che, seppure le battute fossero divertenti, nessuno avrebbe potuto identificarsi con degli insetti.
Scelse allora di crearne un'altra e, dato che in quel periodo molti protagonisti dei fumetti erano cani e pochi avevano un gatto come personaggio principale (tra questi va citato Isidoro, Heathcliff in originale, a cui Garfield deve molto nell'aspetto), decise di basarla su un gatto. Il nome del protagonista lo prese da quello di suo nonno: Davis James A. Garfield.
Il disegnatore passò un anno e mezzo a mettere a punto le caratteristiche fisiche e psicologiche dei personaggi e a realizzare le prime strisce che poi propose ai diversi syndicates, cioè le agenzie editoriali che amministravano la pubblicazione delle strisce sui quotidiani nazionali. Tra questi, sia la King Features Syndicate (famosa per "Mutts", "Zits" e tante altre), che il Chicago Tribune - New York News rifiutarono la proposta ma United Feature Syndicate, che proprio in quel periodo era intenzionata a produrre una striscia con protagonista un gatto, rispose positivamente e il 19 giugno 1978, Garfield esordì su 41 quotidiani americani.
La United, quando la serie era ormai pubblicata su 180 quotidiani, tentò la ristampa in volume; Davis era convinto che la sua opera dovesse essere pubblicata in formato orizzontale, ma la cosa, all'epoca, era irrealizzabile allora il fumettista riuscì infine a convincere l'agenzia, che però incontrò un ostacolo nella distribuzione del libro in quanto nelle fumetterie non si sapeva dove metterlo. Si decise quindi di posizionarlo nel posto più in vista: il registratore di cassa.
Nel 1981, Jim Davis ha fondato la "Paws Inc.", la sua compagnia che lo aiuta nella produzione delle strisce (disegno, inchiostrazione e lettering) mentre lui si occupa del settore marketing.

### Edizioni estere

#### Italia
In Italia il gatto apparve per la prima volta sulla rivista Eureka nel 1981 e in seguito su altre riviste come Comix nel 1992. La prima testata dedicata al personaggio è Garfield con Orson edita da Mondadori dal 1989 al 1990 che pubblica anche storie della serie Orson's Farm dello stesso Davis. Nel 1991 viene edita una seconda serie omonima di breve durata edita dalla Sonnen Verlag International AG, versione italiana della rivista pubblicata dall'editrice elvetica Sonnen. Nel 2012 esordisce il periodico "The Garfield Show", edito dalla Editoriale Aurea dove, oltre a quelle del personaggio, vengono pubblicate le storie di altri personaggi, provenienti dal settimanale francese "Spirou".

## Impatto culturale
garfieldminusgarfield.net è un sito web dove vengono periodicamente pubblicate delle strisce del personaggio ottenute eliminando dalle vignette il protagonista e lasciando inalterato il resto, con gli altri personaggi a parlare da soli; il risultato, spiega il curatore del progetto, è «un fumetto ancora migliore sulla schizofrenia e la vuota disperazione del mondo moderno»; l'autore del fumetto originale, Jim Davis, ha incoraggiato il progetto dando la propria autorizzazione alla pubblicazione di un libro che vedrà le vignette originali affiancate a quelle senza il personaggio: «Ritengo che si sia trattato di un'ispirazione, voglio ringraziarlo per avermi permesso di poter vedere Garfield da un altro punto di vista», ha dichiarato Davis.
L'ex vicepresidente degli Stati Uniti d'America durante la presidenza Trump, Mike Pence, è un grandissimo amante dei cartoni di Garfield, tanto anche da aver avuto durante i suoi anni da membro del Congresso un ufficio pieno zeppo di gadget e oggetti firmati peraltro dall'autore originale e aver dedicato a lui un discorso di compleanno nel mezzo di un suo ''hearing'' durante una seduta in Congresso nel 2003.

## Altri media

### Televisione

#### Serie televisive d'animazione
- Garfield e i suoi amici[3], serie televisiva a cartoni animati trasmessa dalla CBS dal 1º settembre 1988 fino al 17 dicembre 1994, per un totale di 7 stagioni ripartite in 121 episodi.
- The Garfield Show, serie televisiva francese in computer grafica andata in onda per 5 stagioni e 107 episodi. (2008)

#### Mediometraggi
Nel 1990, Garfield e altri popolari personaggi dei cartoni animati hanno preso parte alla campagna di sensibilizzazione contro l'abuso di droghe, dal titolo I nostri eroi alla riscossa.

### Cinema

#### Lungometraggi
- Garfield - Il film (2004)
- Garfield 2 (2006)

#### Lungometraggi d'animazione
- Garfield a zampa libera (2007)
- Garfield e il laghetto magico (2008)
- Garfield - Il supergatto (2009)
- Garfield - Una missione gustosa (2024)

### Videogiochi
Lista parziale di videogiochi dedicati al personaggio:
- Garfield (1984) per Atari 2600, rimasto allo stato di prototipo e mai pubblicato[11]
- Create with Garfield (1986) per Apple II e Commodore 64, non propriamente un videogioco, ma un programma per la composizione grafica di vignette[12]
- Garfield: Big, Fat, Hairy Deal (1987) per vari home computer
- Garfield: Winter's Tail (1989) per vari home computer
- A Week of Garfield (1989) per NES
- Garfield Labyrinth (1992) per Game Boy
- Garfield: Caught in the Act (1994) per Sega Mega Drive, Game Gear e Windows
- Garfield (2004) per PS2 e Windows
- Garfield: The Search for Pooky (2004) per Game Boy Advance
- Garfield: Saving Arlene (2005) per PS2 e Windows
- Garfield and His Nine Lives (2006) per Game Boy Advance
- Garfield: A Tail of Two Kitties (2006) per Microsoft Windows, Nintendo DS e PS2
- Garfield's Nightmare (2007) per Nintendo DS
- Garfield: Lasagna World Tour (2007) per PS2 e Windows
- Garfield's Fun Fest (2008) per Nintendo DS
- Garfield Gets Real (2009) per Nintendo DS
- The Garfield Show: Threat of the Space Lasagna (2010) per Nintendo Wii
- Garfield’s Wild Ride (2013) per PC
- Garfield Kart (2013) per Microsoft Windows, macOS, Nintendo 3DS, iOS e Android
- Garfield Kart - Furious Racing (2019) per PC, Nintendo Switch, PS4 e Xbox One
- Garfield: Lasagna Party (2022) per PC, Nintendo Switch, PS4, PS5, Xbox One e Xbox Series X